# Tlalhuic
Tlalhuic är en ort i Mexiko.   Den ligger i kommunen Chilapa de Álvarez och delstaten Guerrero, i den södra delen av landet, 230 km söder om huvudstaden Mexico City. Tlalhuic ligger 1 163 meter över havet och antalet invånare är 105.
Terrängen runt Tlalhuic är kuperad åt nordväst, men åt sydost är den bergig. Runt Tlalhuic är det ganska glesbefolkat, med 43 invånare per kvadratkilometer. Närmaste större samhälle är Acatepec, 12,0 km öster om Tlalhuic. I omgivningarna runt Tlalhuic växer huvudsakligen savannskog.